# Рыбновский сельсовет (Курганская область)
Рыбновский сельсовет — упразднённые административно-территориальная единица и муниципальное образование со статусом сельского поселения в Альменевском районе Курганской области.
Административный центр и единственный населённый пункт — село Рыбное.

## История
Рыбновский сельсовет образован в 1919 году в Долговской волости Челябинского уезда.
Постановлением ВЦИК от 27 августа 1919 года образовано Челябинское районное Управление на правах губернского органа, подчинённое Сибирскому Революционному Комитету, а с 21 апреля 1920 — Революционному Совету 1-й Армии Труда.
Постановлением Челябинского горуездного исполкома от 30 декабря 1919 года образован Куртамышский район (на правах уезда).
Постановлением ВЦИК от 11 ноября 1921 года утверждён Куртамышский уезд.
Постановлением ВЦИК от 14 февраля 1923 года Куртамышский уезд упразднён с 1 января 1923 года, территория возвращена в состав Челябинского уезда Челябинской губернии.
Постановлениями ВЦИК от 3 и 12 ноября 1923 года в составе Челябинского округа Уральской области РСФСР образован Коровинский район, в который вошёл Рыбновский сельсовет.
Постановлением Президиума Уралоблисполкома от 7 апреля 1924 года Коровинский район объединён с 1 августа 1925 года с Косулинским районом в один Долговский район.
Постановлением ВЦИК от 20 апреля 1930 года Долговский район упразднён, Рыбновский сельсовет передан в Куртамышский район.
Постановлением ВЦИК от 17 января 1934 года Уральская область упразднена, Куртамышский район вошёл во вновь образованную Челябинскую область.
Указом Президиума Верховного Совета СССР от 6 февраля 1943 года образована Курганская область. Куртамышский район вошёл в её состав.
Указом Президиума Верховного Совета РСФСР от 24 января 1944 года Рыбновский сельсовет вошёл во вновь образованный Косулинский район.
Решением Курганского облисполкома № 576 от 18 июня 1952 года д. Фроловка перечислена из Долговского сельсовета в состав Рыбновского сельсовета, д. Ямки перечислена из Рыбновского сельсовета в состав Чистовского сельсовета, д. Адамовка перечислена из Рыбновского сельсовета в состав Долговского сельсовета.
Указом Президиума Верховного Совета РСФСР от 8 мая 1956 года Косулинский район упразднён, территория возвращена в состав Куртамышского района.
Решением Курганского облисполкома № 82 от 28 февраля 1959 года Рыбновский сельсовет передан в Альменевский район.
Указом Президиума Верховного Совета РСФСР от 1 февраля 1963 года образован укрупнённый Целинный сельский район, в который передан Рыбновский сельсовет.
Указом Президиума Верховного Совета РСФСР от 3 марта 1964 года Рыбновский сельсовет передан в Куртамышский сельский район.
Указом Президиума Верховного Совета РСФСР от 12 января 1965 года Куртамышский сельский район разукрупнён. Рыбновский сельсовет вошёл в состав вновь образованного Альменевский района,
Решением Курганского облисполкома № 291 от 29 июля 1970 года д. Кротовка исключена из Рыбновского сельсовета как сселившаяся.
Решением Курганского облисполкома № 478 от 9 апреля 1986 года д. Фроловка исключена из Рыбновского сельсовета как сселившаяся.
Законом Курганской области от 25 октября 2017 года N 93, в состав Ягоднинского сельсовета были включены два села двух упразднённых Чистовского и Рыбновского сельсоветов (соответственно сёла Чистое и Рыбное).

## Население
| 1926 | 1989 | 2002 | 2004 | 2010 | 2012 | 2013 |
| ---- | ---- | ---- | ---- | ---- | ---- | ---- |
| 2106 | ↘474 | ↘333 | ↘296 | ↘187 | ↘166 | ↘140 |
| 2014 | 2015 | 2016 | 2017 | 2018 |      |      |
| ↘125 | ↘112 | ↘109 | ↘102 | ↘97  |      |      |

## Состав сельского поселения
В настоящее время единственный населённый пункт — село Рыбное.
По данным переписи 1926 года в Рыбновском сельсовете проживало 2106 чел., в том числе:
- д. Большая Адамовка (1-я) 249 чел., в том числе украинцев 210 чел., русских 39 чел.
- д. Большое Винное 126 чел., в том числе русских 126 чел.
- колхоз и мельница Большое Кротово 68 чел., в том числе русских 62 чел., татар 5 чел.
- д. Ермолаевка 10 чел., в том числе русских 10 чел.
- д. Ивановка 66 чел., в том числе украинцев 38 чел., русских 28 чел.
- д. Комаровка 54 чел., в том числе русских 54 чел.
- д. Комиссаровка 63 чел., в том числе русских 63 чел.
- д. Малая Адамовка (2-я) 83 чел., в том числе русских 83 чел.
- д. Малое Винное 154 чел., в том числе русских 154 чел.
- д. Малое Кротово (-а) 146 чел., в том числе русских 141 чел., поляков 5 чел.
- д. Моховое (Моховушка) 152 чел., в том числе русских 152 чел.
- с-х. ком. Равенство (образована в 1921 г.) 33 чел., в том числе русских 33 чел.
- с. Рыбное 713 чел., в том числе русских 713 чел.
- д. Ямки 189 чел., в том числе русских 189 чел.

## Местное самоуправление
Глава Рыбновского сельсовета — Старыгин Александр Анатольевич.
Администрация располагается по адресу: 641135, Курганская область, Альменевский район, с. Рыбное, ул. Центральная, 38.